# Palazzo Scanzi
Il Palazzo Scanzi si trova a Monza, in Piazza San Pietro Martire 1.

## Storia
L'imponente palazzo fu costruito nel 1843 per volere della famiglia Scanzi. Il palazzo non va confuso con Villa Scanzi che si trovava in via Italia. La villa era particolarmente rinomata per il suo grande parco che si sviluppava sul lato sinistro della strada e andava quasi dall'inizio di Largo Mazzini fino a via Piermarini.

## Architettura
Il palazzo si sviluppa su tre piani, un pian terreno caratterizzato da un effetto bugnato e due piani superiori. L'edificio ha una pianta a L con la facciata principale rivolta verso la piazza e l'altro braccio si sviluppa lungo via Carlo Alberto. 
Il Corpo centrale è leggermente aggettante ed è sormontato da un imponente timpano. Il portone, perfettamente centrale, è affiancato da entrambi i lati da due finestre e sormontato da un balcone a cui si può accedere attraverso le tre porte/finestre centrali. Una fascia marcapiano sottolinea la separazione fra il piano terra ed il piano nobile